# Markelle Fultz
Markelle N’Gai Fultz (* 29. Mai 1998 in Prince George’s County, Maryland) ist ein US-amerikanischer Basketballspieler, der bei den Sacramento Kings in der NBA unter Vertrag steht. Er spielte während seiner College-Zeit für die Washington Huskies der University of Washington. Im NBA-Draft 2017 wurde er an erster Stelle von den Philadelphia 76ers ausgewählt.

## Karriere

### College
Fultz spielte ein Jahr in der NCAA für die Mannschaft der University of Washington, die Washington Huskies. Während seiner einzigen Saison auf College-Niveau kam Fultz auf durchschnittlich 23,2 Punkte, 5,9 Assists und 5,7 Rebounds.

### NBA
Fultz meldete sich zum NBA-Draft 2017 an und galt in vielen Vorschauranglisten als Anwärter auf den ersten Platz. Schließlich wurde er auch an der ersten Stelle von den Philadelphia 76ers ausgewählt. In seinem ersten NBA-Spiel am 18. Oktober 2017 gegen die Washington Wizards erzielte er zehn Punkte und drei Rebounds. Am 11. April 2018 gelang Fultz im Alter von 19 Jahren und 317 Tage als jüngster Spieler der NBA-Geschichte ein Triple-Double (13 Punkte, zehn Rebounds und zehn Assists in 25 Minuten Einsatzzeit), obwohl er in dieser Partie nicht einmal in der Anfangsaufstellung gestanden hatte.
Allerdings machten ihm im Laufe seines ersten NBA-Jahres Schulterbeschwerden zu schaffen, deren Ursache schleierhaft blieb. Die Beschwerden wirkten sich nachteilig auf seinen Wurf aus, und Fultz spielte während der Hauptrunde nur 14 Partien, in denen er im Durchschnitt 7,1 Punkte, 3,8 Korbvorlagen sowie 3,1 Rebounds erzielte.
Fultz kehrte zur Saison 2018/19 zu den Philadelphia 76ers zurück und bestritt 19 Saisonspiele, ehe er aufgrund anhaltender Schulterbeschwerden aus dem Spielbetrieb genommen wurde. Im Februar 2019 wurde er für Jonathon Simmons und Draftpicks zu den Orlando Magic abgegeben. Bei den Magic erhielt Fultz einen Platz in der Anfangsaufstellung und schloss die Saison 2019/20 verbessert mit 12,1 Punkte, 3,3 Rebounds, 5,2 Assists und 1,3 Steals pro Spiel ab. Er insgesamt 64 Saisonspiele, in 59 gehörte er der ersten Fünf Orlandos an. Im Januar 2021 zog er sich einen Kreuzbandriss im linken Knie zu, rund 14 Monate später kehrte Fultz aufs Spielfeld zurück. Anschließend erreichte er in der Saison 2022/23 mit 14 Punkten je Begegnung seinen besten Mittelwert in einer NBA-Hauptrunde.
In der Hauptrunde des Spieljahres 2023/24 fielen seine Mittelwerte auf 7,8 Punkte, 3,2 Rebounds sowie 2,8 Vorlagen je Begegnung. Fultz setzten wieder Kniebeschwerden zu. Mit dem Ende der Saison 2023/24 lief sein Vertrag bei den Floridianern aus, Fultz blieb anschließend monatelang vereinslos.
Mitte Februar 2025 wurde Fultz von den Sacramento Kings verpflichtet.

## Karriere-Statistiken

### NBA

#### Hauptrunde
| Saison  | Team         | GP  | GS  | MPG  | FG % | 3P % | FT % | RPG | APG | SPG | BPG | PPG  |
| ------- | ------------ | --- | --- | ---- | ---- | ---- | ---- | --- | --- | --- | --- | ---- |
| 2017–18 | Philadelphia | 14  | 0   | 18.1 | .405 | .000 | .476 | 3.1 | 3.8 | 0.9 | 0.3 | 7.1  |
| 2018–19 | Philadelphia | 19  | 15  | 22.5 | .419 | .286 | .568 | 3.7 | 3.1 | 0.9 | 0.3 | 8.2  |
| 2019–20 | Orlando      | 72  | 60  | 27.7 | .465 | .267 | .730 | 3.3 | 5.1 | 1.3 | 0.2 | 12.1 |
| 2020–21 | Orlando      | 8   | 8   | 26.9 | .394 | .250 | .895 | 3.1 | 5.4 | 1.0 | 0.3 | 12.9 |
| 2021–22 | Orlando      | 18  | 3   | 20.0 | .474 | .235 | .806 | 2.7 | 5.5 | 1.1 | 0.3 | 10.8 |
| 2022–23 | Orlando      | 60  | 60  | 29.6 | .514 | .310 | .783 | 3.9 | 5.7 | 1.5 | 0.4 | 14.0 |
| 2023–24 | Orlando      | 43  | 18  | 21.2 | .472 | .222 | .697 | 3.2 | 2.8 | 1.0 | 0.3 | 7.8  |
| Gesamt  | Gesamt       | 234 | 164 | 25.4 | .472 | .274 | .731 | 3.4 | 4.6 | 1.2 | 0.3 | 11.1 |

#### Play-offs
| Saison  | Team         | GP | GS | MPG  | FG % | 3P % | FT % | RPG | APG | SPG | BPG | PPG  |
| ------- | ------------ | -- | -- | ---- | ---- | ---- | ---- | --- | --- | --- | --- | ---- |
| 2017–18 | Philadelphia | 3  | 0  | 7.7  | .143 | —    | .750 | 1.0 | 1.7 | 0.7 | 0.0 | 1.7  |
| 2019–20 | Orlando      | 5  | 5  | 29.4 | .400 | .375 | .857 | 2.2 | 5.2 | 1.0 | 0.6 | 12.0 |
| 2023–24 | Orlando      | 7  | 0  | 15.1 | .588 | .000 | .556 | 2.0 | 1.1 | 0.4 | 0.0 | 6.4  |
| Gesamt  | Gesamt       | 15 | 5  | 18.4 | .446 | .353 | .700 | 1.9 | 2.6 | 0.7 | 0.2 | 7.3  |